# Крістіан, кронпринц Данії
Крістіан (дан. Christian Valdemar Henri John; нар. 15 жовтня 2005) — кронпринц і спадкоємець трону Данії з 2024 року. Син короля Фредеріка X та його дружини Мері.

## Ранні роки
Народився о 1:57 15 жовтня 2005 року в Копенгагені в університетському госпіталі з вагою 3,5 кг і зростом — 51 см.
21 січня 2006 року принца охрестив лютеранський єпископ Копенгагена Ерік Норман Свендсен у палацовій церкві Крістіансборг. Його назвали Крістіан Вальдемар Анрі Джон. Його хрещеними стали кронпринцеса Швеції Вікторія, кронпринцеса Норвегії Метте-Маріт, принц Йоаким Данський, брат кронпринца Фредеріка та дядько принца Крістіана, спадковий принц Греції Павлос, кронпринц Норвегії Хокон, Джейн Стівенс, старша сестра кронпринцеси Мері та тітка принца Крістіана, Хеміш Кембелл, друг та колега його матері принцеси Мері з Сіднея та Йеппе Хандверк, найкращий друг кронпринца Фредеріка з часів армійської служби.
У принца Крістіана є молодший брат — принц Вінсент (нар. 8 січня 2011 р.) та дві молодші сестри — принцеса Ізабелла (нар. 21 квітня 2007 р.) та принцеса Йозефіна (нар. 8 січня 2011 р.).
У серпні 2011 року принц Крістіан почав навчання у школі Tranegårdsskolen в Гентофте. 6 січня 2020 року Крістіан, його брат Вінсент і сестри Ізабелла та Йозефіна розпочали 12-тижневе навчання в школі Lemania-Verbier у Швейцарії. Однак навчання було перерване через пандемію Covid-19. 2021 року принц розпочав навчання в школі Herlufsholm, однак наступного року покинув її через звинувачення в булінгу та насильства в закладі, натомість перейшов до Ordrup Gymnasium, яку закінчив у червні 2024 року.
Конфірмація принца відбулася 15 травня 2021 року в Королівській каплиці палацу Фреденсборг.
2023 року принц Крістіан став хрещеним батьком свого троюрідного брата Густава Альбрехта — сина Густава цу Зайн-Віттгенштайн-Берлебург.

## Кронпринц Данії
Після сходження на престол свого батька, Фредеріка X, 14 січня 2024 року отримав титул кронпринца Данії та став наступником престолу.
Наприкінці січня — на початку лютого 2024 року кронпринц Крістіан протягом трьох днів був регентом Данії під час візиту короля Фредеріка до Польщі.